# Татьяновка (Костанайская область)
Татьяновка (каз. Татьянов) — упразднённое село в Мендыкаринском районе Костанайской области Казахстана. Исключено из учётных данных в 2023 году. Входило в состав Михайловского сельского округа. До 2019 года входило в состав упразднённого Борковского сельского округа. Находится примерно в 44 км к юго-востоку от районного центра, села Боровского. Код КАТО — 395635400.
В 10 км к северу находится озеро Улыколь.

## Население
В 1999 году население села составляло 487 человек (241 мужчина и 246 женщин). По данным переписи 2009 года, в селе проживали 233 человека (103 мужчины и 130 женщин). По данным переписи 2021 года, в селе проживало 6 человек (3 мужчины и 3 женщины).